# Heligmomerus somalicus
Espèce
Synonymes
- Heligmomerus longipes  Strand, 1906

Heligmomerus somalicus est une espèce d'araignées mygalomorphes de la famille des Idiopidae.

## Distribution
Cette espèce est endémique de Somalie.

## Étymologie
Son nom d'espèce lui a été donné en référence au lieu de sa découverte.

## Publication originale
- Pocock, 1896 : Report upon the scorpions, spiders, centipedes and millipedes obtained by Mr and Mrs E. Lort. Phillips in the Goolis Mountains inland of Berbera, N. Somaliland. The Annals and magazine of natural history, sér. 6, vol. 18, p. 178-189 (texte intégral).